# Johannes Brahms
« Brahms » redirige ici. Pour les autres significations, voir Brahms (homonymie).
Œuvres principales
- Sonate pour piano nº 3 (1853)
- Sextuor à cordes no 1 (1860)
- Requiem Allemand (1868)
- Concerto pour violon (1879)
- Danses hongroises (1879)
- Concertos pour piano nos 1 et 2 (1859, 1881)
- Symphonies nos 1, 2 et 3 (1876, 1877, 1883)
- Symphonie no 4 (1885)
- Double concerto pour violon et violoncelle (1887)
- Sonates pour violon et piano nos 1, 2 et 3 (1879, 1886, 1888)
- Quintette avec clarinette (1891)
- Trois Intermezzi pour piano (1892)

Liste des œuvres de Johannes Brahms
Johannes Brahms, né le 7 mai 1833 à Hambourg et mort le 3 avril 1897 à Vienne, est un compositeur, pianiste et chef d'orchestre allemand. Johannes Brahms est l'un des plus importants musiciens de la période romantique. Certains le considèrent comme le « successeur » de Beethoven dont Hans von Bülow qui décrit sa première symphonie comme étant « la Dixième symphonie de Beethoven ».
Brahms fait la plus grande partie de sa carrière à Vienne, où il est l'une des figures importantes sur la scène musicale. Il compose pour piano, musique de chambre, orchestre symphonique, voix et chœurs. À la différence d'autres grands compositeurs de musique classique, Johannes Brahms ne compose jamais d'opéra. Étant également un pianiste virtuose, il donne la première audition de beaucoup de ses compositions ; il travaille aussi avec les musiciens célèbres de son époque, dont la pianiste et compositrice Clara Schumann et le violoniste Joseph Joachim. Brahms est un perfectionniste intransigeant qui détruit beaucoup de ses travaux et en laisse quelques-uns non publiés.
Brahms est à la fois un traditionaliste et un novateur. Sa musique utilise largement les structures et techniques de composition des maîtres baroques et classiques. Il est un maître du contrepoint, une méthode de composition rigoureuse pour laquelle Bach est célèbre, ainsi que du développement thématique, un procédé de composition introduit par Haydn, Mozart et Beethoven. Alors que beaucoup de ses contemporains critiquent sa musique, qu'ils trouvent trop académique, ses œuvres sont admirées, par la suite, par des personnalités aussi diverses que le progressiste Arnold Schönberg et le conservateur Edward Elgar.

## De 1833 à 1857

### Années de jeunesse
Johannes Brahms est le descendant d'une famille très ramifiée en Basse-Saxe, dans le Nord de l'Allemagne. Son père, Johann Jakob Brahms, est artisan de profession et utilise la musique comme gagne-pain. Il joue du cor d'harmonie et, plus tard, de la contrebasse. Il se produit dans des petits ensembles à Hambourg. La naissance de Johannes aurait notamment retardé une représentation de l'orchestre du théâtre de Hambourg, Johann Jakob ayant assisté à l'événement tout en ayant conservé la clef de l'armoire aux partitions dont il était dépositaire, empêchant ainsi celui-ci de jouer. Il donne ses premières leçons de musique à Johannes, qui, déjà tout jeune, est attiré par tous les instruments de musique. La mère de Johannes Brahms, Johanna Henrika Christiana Nissen, est issue d'une famille pauvre et de vingt ans plus âgée que son mari.
Brahms suit ses premiers cours de piano dès l'âge de sept ans avec Otto Cossel, jusqu'à ses dix ans. Ce dernier le présente à son ancien professeur, Eduard Marxsen, qui le forme de 1843 à 1853, avec l'ambition d'en faire un virtuose du piano, lui enseignant aussi l'harmonie et la composition. Il sera marqué à jamais par l'art de Jean-Sébastien Bach, de Wolfgang Amadeus Mozart et de Ludwig van Beethoven. Ses talents de pianiste lui permettent d'honorer, dès l'âge de treize ans, des engagements dans les tavernes de Hambourg. Ses dons pour la composition sont visibles dès ses jeunes années : ses pièces pour piano Fantaisie sur une valse populaire qu'il a composées en 1849 illustrent cette virtuosité. Plus tard, Brahms confie :

« Je composais continuellement. Je composais quand j'étais tranquille, chez moi, de bonne heure le matin. Le jour, j'arrangeais des marches pour des musiques de cuivres. Le soir, je jouais du piano dans les cabarets. »

En 1847, épuisé par ce travail constant pour lui et pour les autres, il est envoyé à la campagne pour s'y reposer. C'est là qu'il découvre la littérature. Il est toujours prêt à dépenser un sou chez le brocanteur pour acheter un livre : Sophocle, Dante, Cicéron, Le Tasse, Alexander Pope, Jean Paul, Klopstock, Lessing, Goethe, Schiller, Eichendorff, Adelbert von Chamisso… et également l'histoire de la belle Maguelone et du chevalier Pierre, que plus tard il mettra en musique.
Le 21 septembre 1848, il donne son premier concert, qui inclut une fugue de Bach. Un deuxième concert suit le 14 avril 1849 : Brahms y joue la sonate opus 53 de Beethoven et des variations de sa composition. La critique commence à le remarquer en lui reconnaissant un talent peu ordinaire.
Brahms a développé un art qui lui est propre : il a publié ses premières œuvres en utilisant souvent un pseudonyme (G. W. Marcks, Karl Würth) et en donnant un nombre plus élevé à ses numéros d'opus. Au début, il compose exclusivement des œuvres pour piano — il connaît alors moins les possibilités et les limites de l'orchestre — et plus tard, il demandera de l'aide à des amis plus expérimentés pour composer ses premières œuvres pour orchestre. Il fait la connaissance de la pianiste Louise Japha, une élève de Robert Schumann.
En 1853, Brahms a vingt ans ; il rencontre le violoniste hongrois Ede Reményi, à qui il doit son premier contact avec la musique tzigane. Avec lui, il effectue une tournée en Allemagne du Nord, ce qui lui permet de faire la connaissance, à Hanovre, du violoniste Joseph Joachim, âgé de vingt-deux ans, qui a déjà conquis le public berlinois avec le concerto de Beethoven. Ce dernier fait la remarque suivante sur Brahms :

« Son jeu est plein de feu, d'une énergie fatale, et d'une précision rythmique qui révèlent l'artiste. Ses compositions contiennent plus de choses intéressantes que je n'en ai jamais rencontrées dans les œuvres d'un jeune homme de son âge. »

Joachim conseille à Brahms de s'adresser à Franz Liszt qui, à cette époque, est chef d'orchestre à la cour de Weimar. La légende voudrait que Brahms se soit endormi pendant que Liszt exécutait sa célèbre Sonate en si mineur, mais cette anecdote émane de sources peu sûres. Elle fut consignée, trente-cinq à quarante ans plus tard, par le virtuose américain William Mason (dont l'exactitude des propos n'a jamais été la plus grande vertu). Le biographe officiel de Brahms, Max Kalbeck, tout comme son homologue français Romain Goldron réfutent cette version des faits, ainsi que la supposée brouille entre Liszt et Brahms. Ce dernier confiera même, au poète Klaus Groth, à propos de son aîné : « Nous sommes quelques-uns à savoir jouer du piano, mais nous ne possédons que quelques doigts de ses deux mains ! »
Liszt promet à Brahms de le mentionner dans une lettre à l'éditeur Breitkopf & Härtel. Cependant, le jeune compositeur ne se trouve que peu d'affinités avec les théories musicales progressistes de Liszt. Il prend congé de ce dernier. Il écrit alors une lettre à Joseph Joachim, datée du 29 juin 1853, dans laquelle il lui demande de le rejoindre à Göttingen. Là-bas, le violoniste l'introduira dans son cercle d'artistes et de musiciens. Cette période heureuse et insouciante, pleine de rencontres, inspirera à Brahms son Ouverture pour une fête académique. Joachim et Liszt persuaderont Brahms de rendre visite à Robert Schumann qui est directeur de musique à Düsseldorf.

### Nouveaux chemins
Nouveaux chemins (Neue Bahnen) — sous ce titre — paraît le 25 octobre 1853 dans le journal Nouvelle Gazette musicale (Neue Zeitschrift für Musik) fondé par Robert Schumann et distribué à Leipzig. C'est le premier article sur Johannes Brahms. Schumann écrit :

« Il est venu cet élu, au berceau duquel les grâces et les héros semblent avoir veillé. Son nom est Johannes Brahms, il vient de Hambourg… Dès qu'il s'assoit au piano, il nous entraîne en de merveilleuses régions, nous faisant pénétrer avec lui dans le monde de l'Idéal. Son jeu, empreint de génie changeait le piano en un orchestre de voix douloureuses et triomphantes. C'étaient des sonates où perçait la symphonie, des lieder dont la poésie se révélait, des pièces pour piano, unissant un caractère démoniaque à la forme la plus séduisante, puis des sonates pour piano et violon, des quatuors pour instruments à cordes et chacune de ces créations, si différente l'une de l'autre qu'elles paraissaient s'échapper d'autant de sources différentes… Quand il inclinera sa baguette magique vers de grandes œuvres, quand l'orchestre et les chœurs lui prêteront leurs puissantes voix, plus d'un secret du monde de l'Idéal nous sera révélé… »

Schumann demande à l'éditeur Breitkopf & Härtel de publier quelques œuvres de Brahms. Son engagement personnel pour Brahms a permis de le rendre très rapidement célèbre en Allemagne. L'article, au retentissement important, sera un lourd fardeau pour ce jeune homme de vingt ans. Beaucoup de mélomanes veulent l'entendre, voir ses notes, ou en savoir plus sur son talent. Cet empressement effraie Brahms : 
dans une lettre à Schumann, il exprime son appréhension de ne pas pouvoir répondre à toutes les attentes du public.
Après une autocritique sévère, il brûle même quelques-unes de ses œuvres.

### Une très chère amie

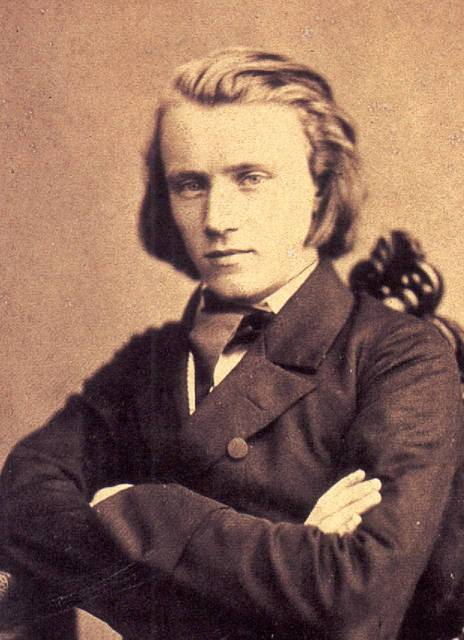
Johannes Brahms vers 1853.

Johannes Brahms, Variations sur un thème de Robert Schumann, op. 9. Variation X, mesures 30-32.

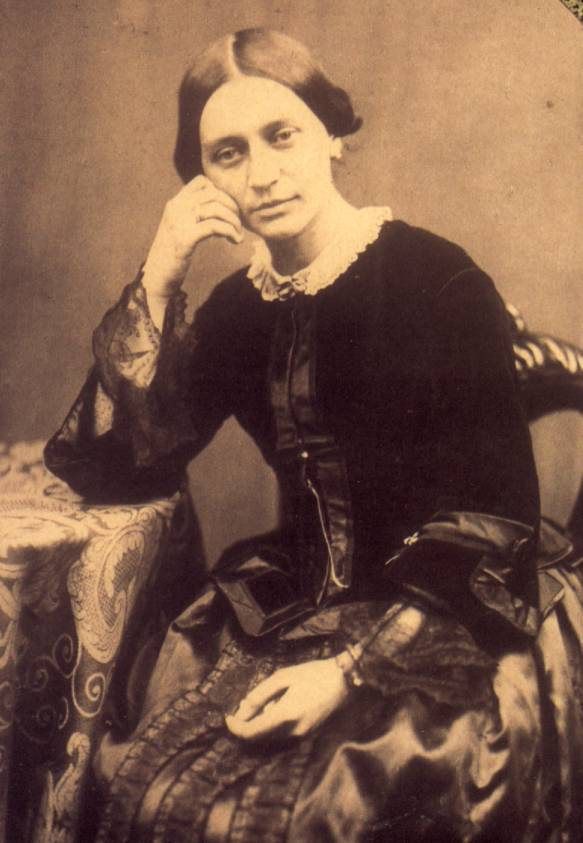
Clara Schumann vers 1853.

À Düsseldorf, Brahms fait la connaissance de Robert Schumann et de son épouse Clara. Mère de six enfants, elle est de quatorze ans plus âgée que Brahms qui a déjà acquis une réputation européenne, et elle le fascine. À la suite de l'aide apportée par Robert Schumann à la publication de ses œuvres pour piano, Brahms écrit à son mentor : « Puis-je mettre le nom de votre épouse au début de ma deuxième œuvre ? »
Après l'internement de Robert Schumann dans un hôpital psychiatrique à Endenich, près de Bonn, les liens entre Clara Schumann et Brahms s'intensifient. Ils vivent dans la même maison à Düsseldorf. Les échanges d'idées avec Clara et Robert Schumann transparaissent dans ses variations pour piano, op. 9 sur un thème de Robert Schumann, qui a pu les écouter à Endenich et les a trouvées magnifiques.
Dans les mesures 30–32 de la dixième variation apparaît, dans la voix du milieu, un thème de Clara, que Robert Schumann avait également repris dans son op. 5. Entre 1854 et 1858, Clara Schumann et Brahms échangent de nombreuses lettres, témoignages qu'ils se sont ensuite accordés à détruire presque entièrement. Il nous reste encore aujourd'hui quelques lettres de Brahms ; elles reflètent l'image d'une passion grandissante.
Au début, il lui écrit « vous » (« Sie »), « chère madame » (« Verehrte Frau »), puis « très chère amie » (« Teuerste Freundin »), et finalement « mon amie bien-aimée » (« Innigst geliebte Freundin »), et à la fin « Ma bien-aimée Madame Clara » (« Geliebte Frau Clara »). Dans une lettre du 25 novembre 1854, il écrit soudainement :

« Très chère amie, comme le « tu » intime me regarde tendrement ! Mille mercis pour cette lettre, je ne peux pas m'arrêter de la regarder et de la relire, comme si je la lisais pour la première fois ; rarement les mots ne m'ont autant manqué que lorsque j'ai lu votre dernière lettre. »

Lui, le plus jeune qui n'avait pas osé suggérer le tutoiement, y est à présent confronté. Il s'habituera progressivement à cette intimité. Dans une lettre du 31 mai 1856, il écrit très clairement :

« Ma bien-aimée Clara, je voudrais, je pourrais t'écrire tendrement combien je t'aime et combien je te souhaite de bonheur et de bonnes choses. Je t'adore tellement que je ne peux pas l'exprimer. Je voudrais t'appeler par des « chérie » et d’autres termes affectueux sans en être rassasié, pour te courtiser. (…) Tes lettres sont pour moi comme des baisers. »

Cette lettre sera la dernière avant l'évènement prévisible et pourtant soudain qui bouleversera la nature même de leur liaison : le décès de Robert Schumann le 29 juillet 1856. En octobre de la même année, Brahms, qui nourrit encore l'espoir de pouvoir consoler « sa » Clara pendant cette période de deuil, devra pourtant se résigner. Elle s'éloigne peu à peu de lui. Les lettres échangées perdent de leur passion. Le 17 octobre 1857, Brahms finira par résumer ainsi dans une de ses missives :

« Les passions n'appartiennent pas aux hommes comme des choses naturelles. Elles sont toujours des exceptions ou des exagérations. Celui chez qui elles dépassent les bornes doit se considérer comme malade et songer à un remède pour sa vie et sa santé. (…) Les passions doivent vite s'estomper, ou alors, il faut les chasser. »

Par la suite, Brahms restera en liaison avec Clara toute sa vie durant. Il lui écrit ainsi en 1896, peu avant sa mort :

« Si vous croyez devoir attendre le pire, accordez-moi quelques mots, afin que je puisse venir voir s'ouvrir encore les beaux yeux, avec lesquels beaucoup se refermera pour moi. »

Pendant toute la période de la maladie de Schumann, Brahms réside à Düsseldorf. Il étudie beaucoup, imposant un programme strict à Joachim et à lui-même. C'est d'ailleurs à cette époque qu'il étudie le contrepoint. Il se procure des œuvres de Jean-Sébastien Bach, comme l'Art de la Fugue, et des volumes d'œuvres de Roland de Lassus et de Palestrina et se met à composer pour quatre et six voix. Il est un des rares musiciens de son époque à attacher cette importance à cet art ancien au style sévère.

## De 1857 à 1875

### Entre Detmold et Hambourg

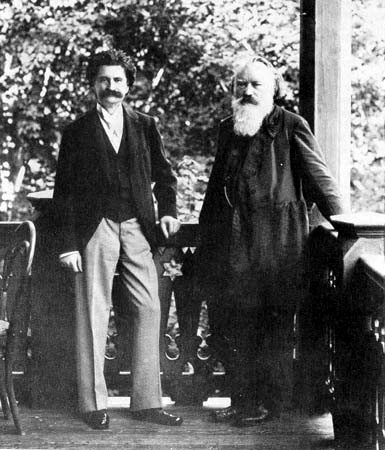
Johann Strauss (fils) et Brahms en 1894.

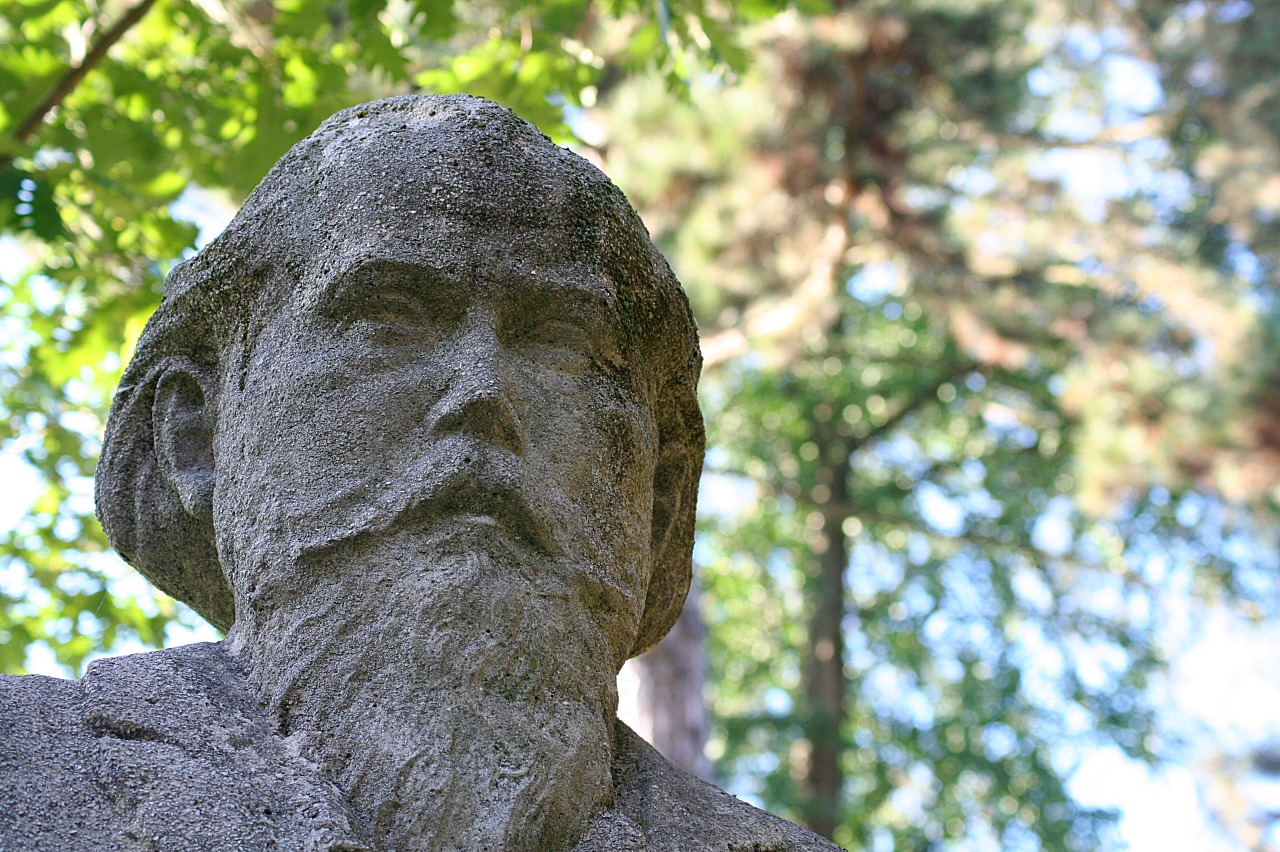
Buste de Brahms
dans le parc du château de Detmold.

En 1857, Brahms commence la composition du Requiem allemand.
La même année, Brahms occupe les fonctions de professeur de musique à la cour du Prince Léopold III de Lippe. Dans le même temps, il occupe le poste de directeur de la Société de Chant à Detmold. Il y reste pendant deux ans, composant deux sérénades pour orchestre ainsi que son premier concerto pour piano opus 15 en ré mineur, pour lequel Joseph Joachim lui donne des conseils d'orchestration. Il est souvent interprété comme le reflet de sa passion vaine pour Clara Schumann ; leur histoire venant tout juste de se terminer.
Il sera joué pour la première fois, le 22 janvier 1859 à Hanovre puis, le 27 du même mois, à Leipzig, sans toutefois récolter le succès espéré. Brahms qui ne cache pas sa déception, entreprend de composer une seconde œuvre qui sonnerait tout à fait différemment, ce qu'il fera vingt-deux ans plus tard, en composant son deuxième concerto pour piano en si bémol majeur op. 83.
Pendant son séjour à Detmold, il compose également des sérénades pour orchestre, des lieder, dont Unter Blüten des Mai's spielt'ich mit ihrer Hand. Ce lied évoque une autre rencontre, celle d'Agathe von Siebold.
Un été, il s'adonnera à sa nouvelle passion avec tant de fougue que Clara Schumann sera vexée qu'il ait rencontré une autre femme aussi vite. Son deuxième sextuor à cordes opus 36 fait, dans la première phrase, allusion à Agathe von Siebold : il contient en effet la suite de notes : la-sol-la-si-mi (en allemand : A-G-A-H-E). Peu après leurs fiançailles, Brahms change d'avis : il se sent incapable d'avoir une liaison. Il n'en aura jamais plus et restera toute sa vie célibataire.
En mai 1859, il revient dans sa ville natale de Hambourg, trouvant qu'il ne disposait pas d'assez de temps pour la composition. Il y commence la composition des Magelonen-Gesänge, mais ne les acheva qu'en 1869. Il compose de la musique de chambre et de nombreuses variations pour piano : sur un thème original, sur un thème hongrois, sur un thème de Haendel, sur un thème de Schumann (à quatre mains).
En 1860, Brahms fait alors une rencontre déterminante en la personne de l'éditeur Fritz Simrock. Ce dernier, en éditant ses œuvres, a été un acteur déterminant dans la diffusion de l'œuvre de Brahms auprès du public, car il n'était pas toujours facile pour Brahms dans les années 1860, de publier ses propres compositions. L'éditeur demeure prudent : le premier Concerto pour piano n'a aucun succès ; de plus, les pièces de Brahms sont réputées difficiles à jouer. Le perfectionnisme de Brahms est un autre obstacle : souvent, il fait patienter son éditeur avant l'envoi de ses manuscrits, car il lui semble qu'il peut encore apporter une amélioration à l'œuvre.
Brahms quitte Hambourg, s'étant disputé avec son mécène et ami Theodor Avé-Lallemant, qui ne lui a pas accordé, au cours de l'année 1862-1863, le poste de directeur du Philharmonischen Konzerte qu'il convoitait, lui offrant simplement le poste de chef de chœur de l'académie de chant. Bien que Brahms n'ait jamais présenté officiellement sa candidature au poste, il restera profondément blessé que le chanteur Julius Stockhausen lui soit préféré. Ceci détériorera les relations amicales entre Brahms et Avé-Lallemant et précipitera son départ pour Vienne.

### À Vienne
En 1862, il s'installe définitivement à Vienne. Brahms confie s'y sentir rapidement chez lui. Il se produit dans des programmes virtuoses : Bach, Beethoven, Schumann et joue aussi son Quatuor en sol mineur opus 25 avec le violoniste Josef Hellmesberger lors d'une soirée privée, qui dira ensuite de lui qu'il est le successeur de Beethoven (Das ist der Erbe Beethovens). Brahms n'affectionne que très peu cet encombrant compliment et craint d'être considéré comme l'égal de Beethoven.
Il rencontre Károly Goldmark tandis que sa renommée ne cesse de croître. En 1863, Brahms accepte de devenir le chef de chœur de la Singakademie (Académie de chant) de Vienne. Il marque tout de suite de son empreinte la vénérable structure, faisant jouer des maîtres anciens : Bach, Heinrich Isaac, Gabrieli, Schütz, ou modernes : l'Opferlied de Beethoven et le Requiem pour Mignon de Schumann. Mais, dès juillet 1864, il démissionne de son poste craignant que la lourdeur des charges administratives ne lui vole un temps précieux qu’il réserve à la composition et aux voyages.
Parmi les œuvres qu'il a publiées par la suite, on trouve notamment le Requiem allemand (Ein deutsches Requiem) et les Danses hongroises. Le Requiem, qui ne suit pas les textes traditionnels en latin mais contient des extraits de la Bible en langue allemande, a été accueilli avec beaucoup d'enthousiasme lors de sa première représentation (sans le cinquième mouvement) en la cathédrale de Brême le 10 avril 1868. Il l'a composé à la suite du décès de sa mère.
En revanche, la publication des Danses hongroises, pour lesquelles Brahms s'est inspiré d'airs tsiganes très connus, a presque causé un scandale. En effet, Brahms ayant touché avec celles-ci un public beaucoup plus large qu'avec ses précédentes œuvres, d'autres musiciens, dont son vieil ami Reményi, ont tenté de se faire passer pour les auteurs de ces danses.
En 1870, il rencontre le chef d'orchestre Hans von Bülow qui fera beaucoup pour sa musique.
À cette époque, Brahms est un pianiste couronné de succès et gagne bien sa vie. Toutefois, il prend la direction de la Société des Amis des Arts de Vienne (Wiener Singvereins) de 1872 à 1875. Avec les compositions qu'il a déjà publiées, Brahms et son éditeur Simrock gagnent tellement d'argent que ce dernier le suppliera de publier de nouvelles œuvres.

## De 1876 à 1897

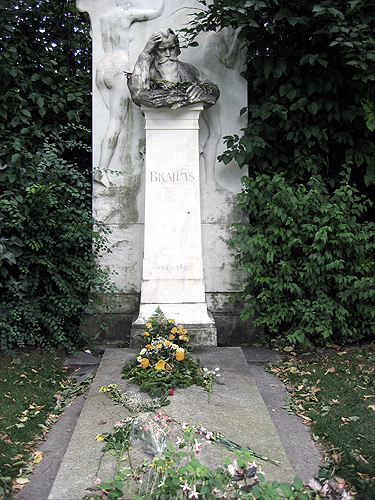
Tombe de Johannes Brahms
au cimetière central de Vienne.

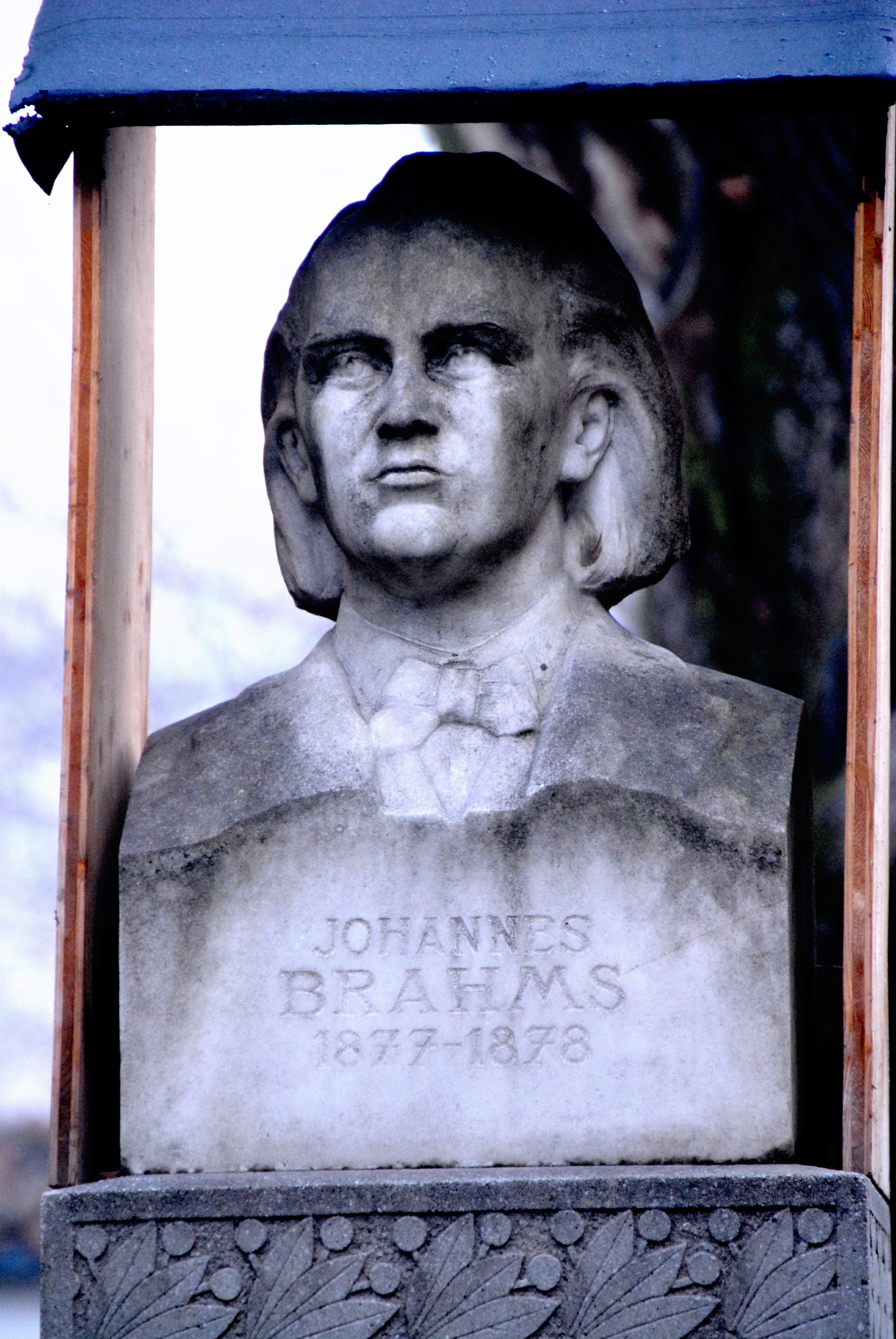
Buste de Johannes Brahms dans la cour intérieure du château de Leonstain à Pörtschach am Wörthersee.

### L'époque des œuvres symphoniques
Brahms écrit ses quatre symphonies en l'espace de neuf ans, ce qui est un temps record (bien que, paradoxalement, la composition de sa première symphonie l'ait occupé pendant plus de vingt ans). En comparaison, vingt-deux années séparent ses deux concertos pour piano, et les symphonies ne sont pas les seules œuvres qu'il ait composées pendant cette période ; en effet, il a également écrit le concerto pour violon, le second concerto pour piano, deux ouvertures et autres musiques de chambre, et enfin deux ans après la création de la quatrième et dernière symphonie, il a créé le double concerto. Finalement cette décennie constitue la période la plus prolifique de Brahms.
Sa première Symphonie en do mineur op. 68 fut jouée la première fois le 4 novembre 1876 à Karlsruhe, et la deuxième Symphonie en ré majeur op 73, le 30 décembre 1877 à Vienne.
Brahms reçoit le titre de docteur « honoris causa » de l'université de Cambridge en 1877 et celui de l'université de Breslau en 1881. En 1880, il travaille à deux ouvertures op. 80 et op. 81, desquelles il dira : « L'une pleure, l'autre rit »[réf. nécessaire].
En 1883, lors d'un séjour d'été à Wiesbaden, il termine sa troisième symphonie en fa majeur op. 90 qui sera créée à Vienne elle aussi. Lors d'un autre séjour à Mürzzuschlag en Styrie, il commence dès l'été 1884 à travailler sur sa quatrième symphonie en mi mineur, qui sera jouée la première fois à Meiningen le 25 octobre 1885. Cette œuvre présente la particularité de s'achever par un quatrième mouvement qui est construit sous la forme ancienne de la passacaille dans laquelle Brahms développe trente variations sur un motif de basse emprunté à la chaconne (Meine Tage in den Leiden) de la cantate BWV 150 de Jean-Sebastien Bach (Nach dir, Herr, verlanget mich).

### Les dernières années
Par la suite, Brahms a essentiellement composé de la musique de chambre (sonates pour violon et violoncelle). En 1886, il devient président d'honneur de l'association des musiciens de Vienne. Pendant les vingt dernières années de sa vie, Brahms, qui est devenu une personnalité influente de la scène musicale internationale, est admiré et vénéré en tant que pianiste, chef d'orchestre et compositeur.
Il a reçu de nombreuses distinctions et propositions pour devenir membre d'honneur. Il les commentera en ces mots : « Je préfère penser à une belle mélodie que recevoir l'ordre de Léopold ».
En 1889, il devient citoyen d'honneur de la ville de Hambourg.
Brahms meurt à Vienne le 3 avril 1897, à près de soixante-quatre ans, d'un cancer du foie selon quelques biographies, mais il s'agirait en réalité d'un cancer du pancréas. Il est inhumé au Cimetière central de Vienne, tout comme Beethoven et Schubert.
Le 14 septembre 2000, Johannes Brahms fut la cent-vingt-sixième personne et le treizième compositeur à être reçu dans le Walhalla. Son buste fut sculpté par Milan Knobloch, le sculpteur tchèque.

### Anecdote
En 1889, Theo Wangemann (en), un représentant de l'inventeur américain Thomas Edison, rend visite au compositeur à Vienne et l'invite à expérimenter un enregistrement de sa propre musique. Brahms joue alors au piano une version abrégée de sa première danse hongroise (en sol mineur), et une autre d'une pièce de Josef Strauss, Die Libelle. La voix, dans la courte introduction de l'enregistrement, a souvent été attribuée à Brahms mais est plus probablement celle de Wangemann, désignant le pianiste comme « Docteur Brahms », il est peu probable que Brahms lui-même se désigne par ce titre. Par ailleurs, l'outil utilisé ayant une portée assez faible, il implique de se positionner à côté de l'instrument proche du cornet, pour que la voix soit audible, l'outil étant placé de sorte à capter le son du piano. Brahms assis au piano, et jouant immédiatement après l'introduction vocale, n'est donc probablement pas la voix dans l'introduction,.

## Critique de ses contemporains

### La querelle musicale
En 1860, apparaissaient des différences entre les adeptes de la musique pure rattachés à la tradition et ceux qui à la suite de Franz Liszt ont établi les bases de la Neudeutsche Musik (aussi appelé Nouvelle école allemande (en)). La querelle est issue d'une différence fondamentale de la compréhension de la musique.
Liszt et Richard Wagner avaient commencé à réfléchir à la musique du futur (Zukunftsmusik). Ils voulaient développer la musique des poèmes symphoniques et le style Musikdrama. Franz Brendel fut chargé de diffuser les idées de la Neudeutsche Musik dans le Nouveau magazine pour la musique (Neue Zeitschrift für Musik).
Dans l'autre camp, chez les traditionalistes, se trouvaient Karl Goldmark, Joseph Joachim, Brahms et le critique musical Eduard Hanslick, dont la prise de position en faveur de la musique de Brahms a été à la base d'une grande amitié. Leur but était ce que Brahms avait coutume d'appeler la musique durable (dauerhafte Musik), qui était de développer une musique qui soit indépendante de l'histoire.
Avec un manifeste notamment signé par Joachim et Brahms, les représentants du camp conservateur protestèrent contre les développements de la musique contraires à leurs idées. Mais ils n'obtinrent que des railleries : les personnes attaquées avaient eu connaissance du texte avant sa publication et son effet fut totalement manqué. Les partisans de la nouvelle musique répondirent donc par un persiflage sur le manifeste, accusant leurs auteurs de créer « une confrérie pour l'art lassant et ennuyeux » (« Bruderbund für unaufregende und langweilige Kunst ») et ont signé entre autres avec les noms « J. Geiger » (« Geiger » signifie « violoniste » en allemand) en référence à Joseph Joachim, et « Hans Neubahn » en référence à l'article « Neue Bahnen » et « Krethi und Plethi » (utilisé en allemand pour faire référence à des idiots).
Par la suite, l'atmosphère entre les parties fâchées fut définitivement gâchée.
Brahms et Wagner gardèrent une distance certaine toute leur vie. Alors que Brahms ne le mentionnait pas, Wagner ne pouvait s'empêcher d'exprimer son dédain pour la musique de Brahms. Néanmoins, Brahms ne tenait pas Wagner comme un concurrent sérieux, car il avait essentiellement composé des opéras, un genre qui n'a jamais tenté Brahms. Par conséquent, les secteurs d'activité des deux musiciens étaient clairement définis. Parmi les compositeurs plus ou moins liés avec Wagner, Brahms n'estimait que Felix Draeseke et Anton Bruckner comme des rivaux sérieux pour leurs compositions en musique de chambre, de chœur et d'orchestre.
La prise de position d'Eduard Hanslick en faveur de Brahms a dû fortement contribuer à le faire nommer comme successeur de Beethoven, car Hanslick était le critique de musique viennois le plus influent de son époque et de surcroît, en faveur des conservateurs. Une autre personne s'est révélée un grand admirateur des conservateurs : Hans von Bülow. C'était initialement un Wagnérien, mais il changea d'opinion après que sa femme Cosima l'eut quitté pour Wagner. Bülow est l'auteur de la fameuse phrase qui identifie la première symphonie de Brahms comme étant la dixième symphonie de Beethoven.

### «Successeur de Beethoven»
Brahms est encore de nos jours souvent nommé comme le successeur légitime de Ludwig van Beethoven. Cette distinction embarrassante, que Brahms n'acceptait pas, provient surtout de la dispute au XIXe siècle entre les conservateurs adeptes de la musique pure et les nouveaux allemands progressistes[réf. nécessaire].

## L'œuvre de Brahms
En laissant de côté la question de savoir si Brahms est le successeur de Beethoven, une chose est certaine : son œuvre s'inscrit dans la tradition musicale de toute l'Europe. Il n'a pas seulement été influencé par Beethoven, mais aussi par Johann Sebastian Bach, Haendel et Palestrina. Il a également utilisé des modes musicaux de l'époque médiévale, ainsi que la technique du canon développée aux Pays-Bas. Il se sentait obligé envers la tradition musicale. Les déviations qu'il s'autorisera se feront par touches successives. Pourtant, en usant de formes traditionnelles, il a créé des œuvres nouvelles et originales.
D'influences diverses, marquée par une grande science du contrepoint et de la polyphonie, l'esthétique de Brahms reste, dans ses formes classiques, profondément marquée par la nostalgie de l'époque romantique, mais d'une troublante originalité, avec des couleurs musicales magnifiques, des mélodies inventives et des rythmes surprenants par leur superposition. Ce balancement lourd et incertain, né de la superposition de valeurs binaires et ternaires que l'on retrouve dans sa musique, est la caractéristique de cette mélancolie brahmsienne née d'une sorte de complexe d'infériorité issu des années de jeunesse que Brahms a passées à jouer dans les tavernes de Hambourg. Cela explique du reste pourquoi il n'osera s'attaquer à la symphonie qu'à la quarantaine venue.
Les travaux des musicologues parlent de trois périodes dans la création des œuvres chez Brahms. La première va jusqu'au Requiem allemand, la deuxième jusqu'au deuxième concerto pour piano, et la troisième commence avec la troisième symphonie. La première période se caractérise par la prédominance du sentiment romantique, la deuxième est marquée par son inspiration forte du classique, et la troisième période est un mélange des deux influences précédentes.
Avec ses symphonies, il créait des œuvres d'un accès difficile, pas seulement pour le public, mais également pour ses amis. Déjà, à propos de sa première symphonie, il notait « Maintenant, je voudrais faire passer le message vraisemblablement surprenant que ma symphonie est longue et pas vraiment aimable. » Dans les symphonies suivantes, Brahms employa également des harmonies que le public ne pouvait pas comprendre.

### Principales compositions
Johannes Brahms laisse 135 œuvres musicales.
| Pièces pour piano | Musique de chambre | Orchestre | Concertos | Œuvres vocales | Lieder |
| ----------------- | ------------------ | --------- | --------- | -------------- | ------ |

#### Pièces pour piano
L'œuvre de Brahms pour piano solo peut paraître relativement peu abondante au regard de celle de Chopin ou de Schumann : 17 œuvres originales, sur un catalogue de 122 numéros. Les sonates, surtout, sont peu nombreuses, et datent toutes trois de sa jeunesse. Pourtant, sa contribution à la forme variations et au genre des cycles de pièces brèves (Klavierstücke) est majeure. En outre, le piano est présent dans la plupart de ses pièces de musique de chambre, dans le Lied et dans de nombreuses œuvres chorales. Toutes ces œuvres font partie du répertoire des grands pianistes de concert.
- Sonate no 1 en do majeur, op. 1
- Sonate no 2 en fa dièse mineur, op. 2
- Scherzo en mi bémol mineur, op. 4
- Sonate no 3 en fa mineur, op. 5
- Seize Variations sur un thème de Robert Schumann, op. 9
- Ballades, op. 10
- Variations sur un thème original, op. 21/1
- Variations sur un thème hongrois, op. 21/2
- Variations sur un thème de Schumann, op. 23
- Variations et fugue sur un thème de Haendel, op. 24
- Variations sur un thème de Paganini, op. 35
- Klavierstücke, op. 76
- Deux Rhapsodies pour piano, op. 79
- Sept Fantaisies, op. 116
- Trois Intermezzi op. 117
- Six pièces pour piano, op. 118
- Quatre pièces pour piano, op. 119

Le musicien a également composé ou transcrit un certain nombre d'œuvres pour piano quatre mains :
- 16 Valses, op. 39 (21 minutes environ)
- Liebeslieder-Walzer, op. 52
- Neue Liebeslieder-Walzer, op. 65
- 21 Danses hongroises
- Souvenirs de la Russie, op. 151 (édité sous le nom de G.B. Marx, attribué à Brahms)

#### Orgue
Outre 3 préludes et fugues et une fugue, on notera les 11 préludes de choral op. 122.

#### Musique de chambre
- Un trio à clavier en la majeur, non signé mais couramment attribué à Brahms, sans N° d'opus
- Trio pour piano et cordes no 1 de Brahms, op. 8 (première version de 1854, révisé en 1890-91)
- Sextuor à cordes no 1, op. 18
- Quatuor pour piano et cordes no 1, op. 25
- Quatuor pour piano et cordes no 2, op. 26
- Quatuor pour piano et cordes no 3, op. 60
- Quintette pour piano et cordes, op. 34
- Sonate pour deux pianos en fa mineur, op. 34b (antérieure au Quintette pour piano et cordes, op. 34)
- Sextuor à cordes no 2, op. 36
- Sonate pour piano et violoncelle no 1, op. 38
- Trio pour cor, violon et piano, op. 40
- Quatuor à cordes no 1, op. 51
- Quatuor à cordes no 2, op. 51
- Variations sur un thème de Haydn, op. 56b
- Quatuor à cordes no 3 op. 67
- Sonate pour violon et piano no 1, op. 78
- Trio pour piano et cordes no 2, op. 87
- Quintette à cordes no 1, op. 88
- Sonate pour piano et violoncelle no 2, op. 99
- Sonate pour violon et piano no 2, op. 100
- Trio pour piano et cordes no 3, op. 101
- Sonate pour violon et piano no 3, op. 108
- Quintette à cordes no 2, op. 111
- Trio pour clarinette, violoncelle et piano, op. 114
- Quintette pour clarinette et cordes, op. 115
- Deux sonates pour clarinette ou alto et piano, op. 120

#### Orchestre
- Sérénade no 1 en ré majeur, op. 11
- Sérénade no 2 en la majeur, op. 16
- Variations sur un thème de Haydn, op. 56
- Symphonie no 1 en ut mineur, op. 68
- Symphonie no 2 en ré majeur, op. 73
- Ouverture pour une fête académique, op. 80
- Ouverture tragique, op. 81
- Symphonie no 3 en fa majeur, op. 90
- Symphonie no 4 en mi mineur, op. 98
- Danses hongroises

#### Concertos
- Concerto pour piano et orchestre no 1, op. 15
- Concerto pour violon et orchestre, op. 77
- Concerto pour piano et orchestre no 2, op. 83
- Double concerto pour violon, violoncelle et orchestre, op. 102

#### Œuvres vocales
L'œuvre vocale est la plus développée du catalogue brahmsien.
Musique vocale avec orchestre
- Ave Maria, op. 12 (1858)
- Un requiem allemand (Ein deutsches Requiem), op. 45 (1857/68)
- Rinaldo, op. 50, sur un texte de Goethe (1863/68)
- Rhapsodie pour alto, chœur d'hommes et orchestre, op. 53, sur un poème de Goethe (1869)
- Schicksalslied, op. 54 (Le Chant du Destin), sur un poème de Hölderlin (1871)
- Triumphlied, op. 55, d'après le chapitre 19 de l'Apocalypse (1870/71)
- Nänie, op. 82, sur un poème de Schiller (1880/81)
- Gesang der Parzen, op. 89 (1882)

Musique vocale avec divers accompagnements
- Begräbnisgesang pour chœur et instruments à vent, op. 13 (1858)
- Quatre chants pour chœur de femmes avec deux cors et harpe, op. 17 (1860)
- Deux lieder pour contralto avec alto et piano, op. 91 (1856/58)
- Spuch, canon pour voix et alto, sans opus (1856/58)

Chœur avec piano ou orgue
- Ave Maria, arrangement de l'op. 12
- Psaume XIII, op. 27 (1859)
- Geistliches lied, op. 30 (1856)
- Tafellied, op. 96b (1855)

Chœur mixtes a cappella
- Marienlieder, op. 22 (1859)
- Deux motets, op. 29 (1860)
- Trois chœur a cappella, op. 42 (1859/61)
- Sept lieder, op. 62 (1874)
- Six lieder et romances, op. 93a (1883/84)
- Cinq lieder, op. 104 (1888)
- Fest und Gedenksprüche, op. 109 (1886/88)
- Trois motets, op. 110 (1889)
- Rätselkanons (Canons énignmatiques) sans opus

Chœur féminin a cappella
- Trois chœur sacrés, op. 37 (1859/63)
- Douze lieder et romances, op. 44 (1859/63)
- Treize canons, op. 113 (1863/90)
- Quatorze Voklskinderlieder sans opus (éd. 1858)

Chœur d'hommes a cappella
- Cinq quatuors vocaux, op. 41 (1861/62)

Quatuor vocaux avec piano
- Trois quatuors vocaux, op. 31 (1859/63)
- Liebeslieder-Walzer, op. 52 (piano à quatre mains) (1868/69)
- Neue Liebeslieder-Walzer, op. 65 (piano à quatre mains) (1874)
- Trois quatuors, op. 64 (1862/74)
- Quatre quatuors, op. 92 (1877/84)
- Zigeunerlieder, op. 103 (Chants tziganes) (1887)
- Six quatuors, op. 112 (1888/89)

Duos avec piano
- Trois duos pour soprano et alto, op. 20 (1858/60)
- Quatre duos pour alto et baryton, op. 28 (1860/62)
- Soprano et alto, op. 61 (1874)
- Soprano et alto, op. 61 (1875)
- Ballades et romances, op. 75 (1877/78)
- Romances et lieder, op. 84 (1878/81)

#### Lieder
- Six lieder, op. 3 (1852/53) pour ténor ou soprano
  1. Liebestreu [Fidélité amoureuse] (Reinick)
  2. Liebe und Frühling [Amour et printemps] (Fallersleben)
  3. Liebe und Frühling II [Amour et printemps] (Fallersleben)
  4. Lied aus dem Gedicht Ivan [Chanson du poème Ivan] (Bodenstedt)
  5. In der Fremde [Loin du pays] (Eichendorff)
  6. Lied (Eichendorff)
- Six lieder, op. 6 (1852/53) pour soprano ou ténor
- Six lieder, op. 7 (1851/53)
- Huit lieder et romances, op. 14 (1858)
- Cinq Poèmes, op. 19 (1858/59)
- Neuf lieder und Gesänge, op. 32 (1864)
  1. Wie rafft'ich micht auf in der Nacht [M'étant levé dans la nuit] (von Platen)
  2. Nicht mehr zu dir zu gehen [Ne plus aller vers toi]
  3. Ich schleich'umher [J'erre triste et muet]
  4. Der Strom, der neben mir verrauschte [Le torrent qui mugissait près de moi]
  5. Wehe, so willst du micht wieder [Malheur ! tu veux à nouveau m'enchaîner]
  6. Du sprichst daß ich micht täuschte [Tu dis que je me trompe]
  7. Bitteres zu sagen denkst du [Tu penses me faire du mal par tes paroles] (Daumer d'après Hâfiz)
  8. So stehn wir, ich und meine Weide [Voilà hélas où nous en sommes]
  9. Wie bist du, meine Königin [Quelles délices tu répands, ô ma reine]
- Magelone Romanzen, op. 33 : La belle Magelone, textes tirés du roman de Ludwig Tieck (1773–1853), Liebesgeschichte der schönen Magelone und des Grafen Peter von Provence (Les Amours de la Belle Magelone et de Pierre, Comte de Provence, 1797 (Hambourg & Vienne 1861/68), lui-même inspiré de la légende de la Belle Maguelonne :
  1. In der Provence
  2. Keinen hat es noch gereut
  3. Peter hörte still dem Gesange zu
  4. Traun! Borgen und Pfeil
  5. Er kam nach vielen Tagesreisen
  6. Sind es Schmerzen, sind es Freuden
  7. Petere schwur sich
  8. Liebe kam aus fernen Landen
  9. Dieses Lied rührte Magelone
  10. So willst du des Armen
  11. Peter hoffte, von der Geliebten
  12. Wie soll ich die Freude
  13. Jetzt war die Zeit da
  14. War es dir, dem diese Lippen bebten
  15. Peter hatte seine Geliebte indessen
  16. Wir müssen uns trennen
  17. Die Nacht war gekommen
  18. Ruhe, Süßliebchen, im Schatten
  19. Peter war durch seinen Gesang
  20. So tönete denn, schäumende Welle
  21. Magelone erwachte und meinte
  22. Wie schnell verschwindet
  23. Als die Sonne eben
  24. Muß es eine Trennung geben
  25. So verstrich eine Woche
  26. Geliebter, wo zaudert
  27. Peter erschrak im Herzen
  28. Wie froh und frisch mein Sinn
  29. In der Ferne segelte ein Schiff
  30. Treue Liebe dauert lange

- Quatre lieder, op. 43 (1857/68)
- Quatre lieder, op. 46 (1864)
- Cinq lieder, op. 47 (1858/68)
- Sept lieder, op. 48 (1855/68)
- Cinq lieder, op. 49 (1864/68)
  1. Am Sonntag Morgen
  2. An ein Veilchen
  3. Sehnsucht
  4. Wiegenlied, la célèbre berceuse Bonsoir, bonne nuit (Guten Abend, gute Nacht)
  5. Abenddämmerung
- Huit lieder, op. 57 (1871)
- Huit lieder, op. 58 (1871)
- Huit lieder, op. 59 (1871/73)
- Neuf lieder, op. 63 (1873/74)
- Neuf lieder, op. 69 (1877)
- Quatre lieder, op. 70 (1875/77)
- Cinq lieder, op. 71 (1877)
- Cinq lieder, op. 72 (1876/77)
- Cinq lieder, op. 84 (1878/81)
- Six lieder, op. 85 (1877/79)
- Six lieder, op. 86 (1877/78)
  1. Therese (Keller)
  2. Feldeinsamkeit [Solitude champètre] (Allmers)
  3. Nachtwandler [Sommnanbule] (Max Kalbeck)
  4. Über die Heide [Sur la lande] (Theodor Storm)
  5. Versunken [Englouti] (Felix Schumann)
  6. Todessehnen [Aspiration à la mort] (Schenkendorf)
- Cinq lieder, op. 94 (1884)
- Sept lieder, op. 95 (1884)
- Quatre lieder, op. 96 (1884)
- Six lieder, op. 97 (1884)
- Cinq lieder, op. 105 (1886)
- Cinq lieder, op. 106 (1886)
- Cinq lieder, op. 107 (1886)
- Quatre chants sérieux, op. 121 (Vier ernste Gesänge) (1896)
- Mondnacht sans opus (éd. 1854)
- Quatorze Volkskinderlieder (éd. 1858) sans opus
- Quarante-neuf Deutsche Volkslieder (1854/58) sans opus
- Vingt-huit Deutsche Volkslieder (1858) sans opus

## Instruments
Johannes Brahms utilisait principalement des pianos allemands et viennois. Durant ses premières années, il jouait sur un piano fabriqué par une entreprise de Hambourg, Baumgarten & Heins. En 1856, Clara Schumann lui offre un piano Graf. Brahms l'utilisa pour son travail jusqu'en 1873. Il en fit ensuite don à la Gesellschaft der Musikfreunde ; aujourd'hui, il est exposé au Kunsthistorisches Museum de Vienne. Plus tard, en 1864, il écrivit à Clara Schumann au sujet de son attirance pour le Streicher. En 1873, il reçut le piano Streicher op.6713 et le garda chez lui jusqu'à sa mort. Comme il l'écrivit à Clara : "Là [sur mon Streicher], je sais toujours exactement ce que j'écris et pourquoi j'écris d'une manière ou d'une autre".
Dans les années 1880, pour ses représentations publiques, Brahms jouait le plus souvent sur un Bösendorfer. Lors de ses concerts à Bonn, il jouait sur un Steinweg Nachfolgern en 1880 et sur un Blüthner en 1883. Brahms a également utilisé un Bechstein lors de ses différents concerts : 1872 à Wurzburg, 1872 à Cologne et 1881 à Amsterdam.

## Grands interprètes
- Chefs d'orchestre : Claudio Abbado, Karel Ančerl, Leonard Bernstein, Karl Böhm, Sergiu Celibidache, Wilhelm Furtwängler, Bernard Haitink, Carlo Maria Giulini, Herbert von Karajan, Rudolf Kempe, Carlos Kleiber, Rafael Kubelík, Carl Schuricht, Michel Tabachnik[29], Arturo Toscanini, Bruno Walter
- Pianistes : Claudio Arrau, Wilhelm Backhaus, Leon Fleisher, Emil Gilels, Hélène Grimaud, Julius Katchen, Ievgueni Kissine, Stephen Kovacevich, Radu Lupu, Maurizio Pollini, Arthur Rubinstein, Sviatoslav Richter, Rudolf Serkin, Inger Södergren, Yuja Wang
- Violonistes : David Oïstrakh, Christian Ferras, Nigel Kennedy, Yehudi Menuhin, Nathan Milstein, Ginette Neveu, Itzhak Perlman, Isaac Stern, Josef Suk, Henryk Szeryng, Roby Lakatos
- Violoncellistes : Pablo Casals, Mstislav Rostropovitch, Jacqueline du Pré, János Starker
- Musique de chambre : Quatuor Amadeus, Quatuor Bartók, Quatuor Alban-Berg, Quatuor de Budapest
- Solistes vocaux : Janet Baker, Jorge Chaminé, Kathleen Ferrier, Dietrich Fischer-Dieskau, Hans Hotter, Alexander Kipnis, Christa Ludwig, Margaret Price, Thomas Quasthoff
- Orgue : Bernard Lagacé, Jean Boyer

## Des enregistrements faits avec des instruments de l'époque de Brahms
- Boyd McDonald. Johannes Brahms. The piano Miniatures. Pianoforte Streicher de 1851
- Hardy Rittner. Johannes Brahms. Complete Piano Music. Bosendorfer, 1856 et 1868 Streicher
- Alexandre Oguey, Neal Peres da Costa. Pastoral Fables. 1868 Streicher & Sons (Paul McNulty).

## Postérité et hommages
Le style de Johannes Brahms était critiqué de son vivant comme trop académique et certains l'accusaient de ne pas avoir d'identité musicale propre. C'est notamment le cas de Friedrich Nietzsche qui lui consacre ce passage au vitriol dans Le Cas Wagner :

« Il a la mélancolie de l'impuissance. Il ne crée pas par surabondance de richesse. Il a soif de richesse. Si l'on fait abstraction de ce qu'il a imité, de ce qu'il a emprunté aux grands styles anciens, ou aux autres formes exoticio-modernes - car il est maître dans l'art de copier - ce qui lui reste en propre, c'est la nostalgie… »

— Nietzsche, Le cas Wagner. Œuvres philosophiques complètes, Gallimard p.51.
A l'inverse, le compositeur Arnold Schoenberg considère Brahms comme un progressiste, faisant notamment l'éloge de techniques de compositions avant-gardistes qui le détachent d'un classicisme viennois auquel il est autant rattaché par ses partisans que par ses détracteurs.
En 2003, Les danses hongroises n°5 et 6 sont interprétées au concert du nouvel an à Vienne, sous la direction de Nikolaus Harnoncourt. C'est la seule fois où des œuvres de Brahms sont entendues lors de ce traditionnel concert.
L'astéroïde (1818) Brahms est nommé en son honneur.
Le 7 mai 2023, à l'occasion du 190e anniversaire de la naissance de Brahms, le moteur de recherche Google lui consacre un Doodle,.

### Partitions
- Partitions libres de Johannes Brahms dans Choral Public Domain Library (ChoralWiki)

### Bases de données et dictionnaires
- (de) Site officiel
- Ressources relatives à la musique :   - International Music Score Library Project
  - AllMusic
  - Bait La Zemer Ha-Ivri
  - Bayerisches Musiker-Lexikon Online
  - Carnegie Hall
  - Discography of American Historical Recordings
  - Discogs
  - Grove Music Online
  - Last.fm
  - MusicBrainz
  - Musopen
  - Muziekweb
  - Projet Mutopia
  - Répertoire international des sources musicales
  - Songkick
  - VGMDb
- Ressources relatives aux beaux-arts :   - Académie des arts de Berlin
  - Académie des beaux-arts
  - AGORHA
  - Bridgeman Art Library
  - British Museum
  - Te Papa Tongarewa
- Ressources relatives au spectacle :   - Archives suisses des arts de la scène
  - Les Archives du spectacle
  - Kunstenpunt
- Ressources relatives à la recherche :   - Académie royale de Belgique
  - Isidore
- Ressources relatives à l'audiovisuel :   - Filmportal
  - IMDb
- Ressource relative à la santé :   - Bibliothèque interuniversitaire de santé
- Ressource relative à plusieurs domaines :   - Radio France
- Ressource relative à la bande dessinée :   - Comic Vine
- Notices dans des dictionnaires ou encyclopédies généralistes :   - Britannica
  - Brockhaus
  - Den Store Danske Encyklopædi
  - Deutsche Biographie
  - E-archiv.li
  - Enciclopedia italiana
  - Enciclopédia Itaú Cultural
  - Frankfurter Personenlexikon
  - Gran Enciclopèdia Catalana
  - Hrvatska Enciklopedija
  - Internetowa encyklopedia PWN
  - Larousse
  - Nationalencyklopedin
  - Österreichisches Biographisches Lexikon 1815–1950
  - Proleksis enciklopedija
  - Stadtlexikon Karlsruhe
  - Store norske leksikon
  - Treccani
  - Universalis
  - Visuotinė lietuvių enciklopedija
- Notices d'autorité :   - VIAF
  - ISNI
  - BnF (données)
  - IdRef
  - LCCN
  - GND
  - Italie
  - Japon
  - CiNii
  - Espagne
  - Belgique
  - Pays-Bas
  - Pologne
  - Israël
  - NUKAT
  - Catalogne
  - Suède
  - Vatican
  - WorldCat